# Maurupt-le-Montois

Maurupt-le-Montois este o comună în departamentul Marne, Franța. În 2009 avea o populație de 569 de locuitori.